# 세베로도네츠크 전투 (2022년)
세베로도네츠크 전투는 러시아의 우크라이나 침공 중 우크라이나 동부 전역의 더 넓은 2022년 돈바스 전투의 일부인 군사 교전이었다.
세베로도네츠크시는 침공 전 루한스크주의 점령되지 않은 지역의 행정 중심지 역할을 했다. 2022년 5월까지 세베로도네츠크와 이웃 도시 리시찬스크는 우크라이나 통제 하에 남아 있는 루한스크주 내의 유일한 주목할 만한 지역이었다.
2022년 6월 14일까지 러시아군은 도시의 대부분을 장악하고 대부분의 탈출로를 차단했다. 2022년 6월 24일, 우크라이나군은 도시에서 철수하라는 명령을 받았고 다음 날 러시아군과 친러시아 분리주의군은 세베로도네츠크를 완전히 점령했다. 러시아의 진격은 7월 초에 함락된 리시찬스크를 향해 계속되었다.
세베로도네츠크 전투는 치열한 시가전으로 특징지어졌으며 전쟁에서 가장 유혈이 낭자한 전투 중 하나로 묘사되었다. 도시 건물의 약 90%가 파괴되거나 손상되었다.

## 배경

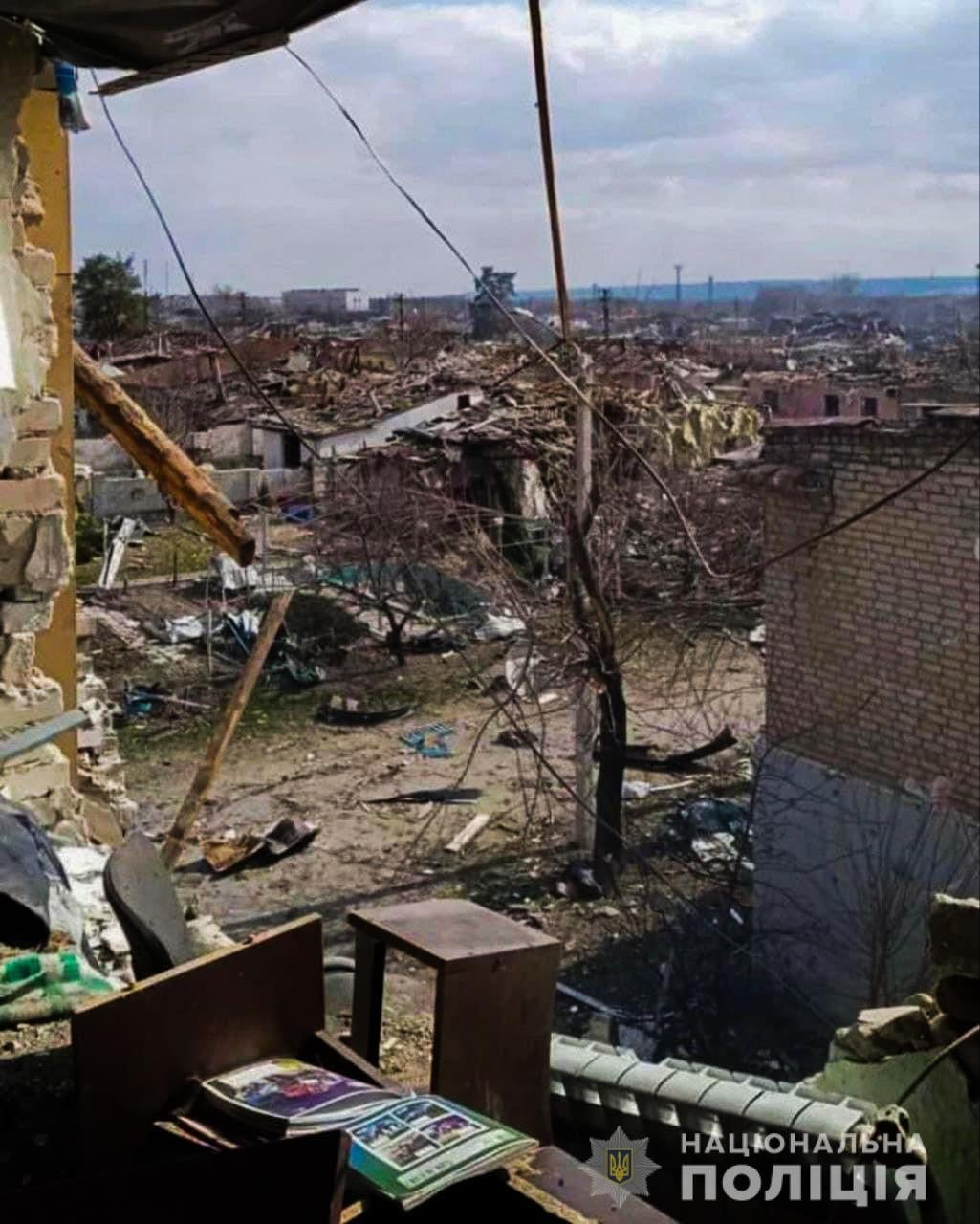
2022년 4월 6일 세베로도네츠크의 러시아 포격 여파

세베로도네츠크와 리시찬스크의 쌍둥이 도시는 돈바스 전쟁 기간 동안 친러시아 분리주의자와 우크라이나군 간의 2014년 일련의 전투가 벌어졌던 곳이다. 러시아의 우크라이나 침공이 시작된 직후인 2022년 2월 28일, 러시아군은 세베로도네츠크를 포격하기 시작했다. 우크라이나 루한스크주 주지사 세르히 하이다이에 따르면, 한 명이 사망하고 여러 명이 부상을 입었다. 가스 파이프라인도 포격으로 손상되었다. 3월 2일, 세베로도네츠크 근처 거의 모든 마을에서 전투가 보고되었다. 러시아군은 폭탄 대피소로 사용되던 학교 체육관을 포함하여 도시를 계속 포격했다. 사망자는 보고되지 않았다. 같은 날 15시 20분, 우크라이나 관리들은 러시아군이 도시를 향해 우크라이나 전선을 뚫으려 시도했지만 격퇴되었다고 밝혔다.
침공 한 달 만에 러시아는 루한스크주 영토의 93%를 통제하고 있다고 주장했으며 세베로도네츠크와 리시찬스크를 이 지역에서 전략적으로 중요한 우크라이나의 거점으로 남겼다. 세베로도네츠크를 점령하려는 러시아의 계획은 북쪽의 이웃 도시 루비즈네와 남쪽의 포파스나에서의 성공에 달려 있었다. 4월 6일까지 러시아군은 루비즈네의 60%를 점령했다고 보고되었고, 세베로도네츠크에는 "규칙적이고 지속적인 간격으로" 포탄과 로켓이 떨어지고 있었다. 다음 날, 제128산악강습여단은 공세를 펼쳐 러시아군을 인근 도시 크레민나에서 6~10킬로미터 떨어진 곳으로 몰아냈다고 보고되었다.
4월 9일까지 러시아 제4근위전차사단의 병력이 세베로도네츠크 근처에 집결하고 있다고 보고되었다. 4월 11일과 12일 사이에도 러시아의 계속된 공격은 진전을 보이지 못했다. 4월 16일까지 우크라이나는 세베로도네츠크의 70%가 러시아 포격으로 파괴되었다고 주장했다.
4월 18일, 러시아는 동부 우크라이나에서 공세를 재개하여 세베로도네츠크에 공습을 가했다. 4월 말까지 세베로도네츠크의 민간인 대부분은 도피했다.
4월 말, 러시아군은 전면 공세를 개시하여 도네츠크주와 루한스크주의 나머지 점령되지 않은 영토를 완전히 점령하기 위해 500-마일 (800 km) 전선에 걸쳐 공격을 시작했다.

## 전투

### 포위 시도

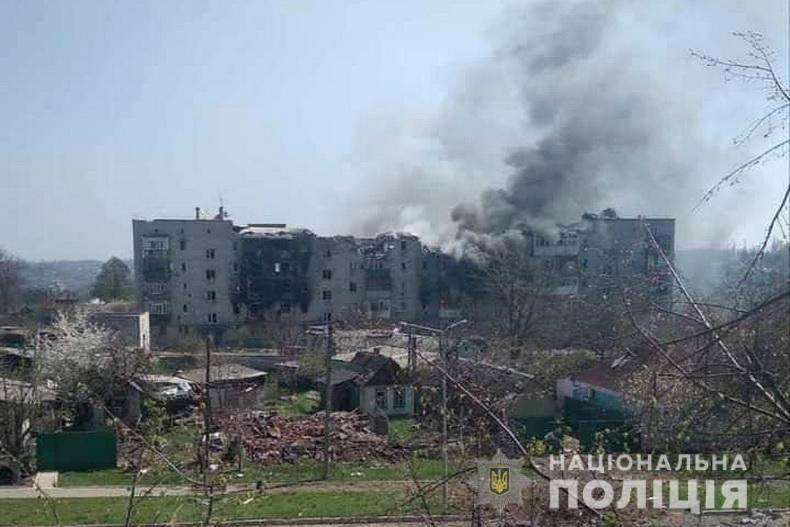
포격으로 파괴된 세베로도네츠크의 건물들

5월 6일, 러시아군과 LPR군은 세베로도네츠크 외곽에서 진격하여 도시 북쪽의 보예보디우카 마을을 공격하고 남동쪽의 보로노베 마을을 점령했다. 다른 마을들도 도시를 포위하기 위한 시도에서 공격받았다. 그 후, 시장 올렉산드르 스트리우크는 세베로도네츠크가 "사실상 포위되었다"고 보고했다. 다음 며칠 동안 러시아군과 분리주의군은 빌로호리우카, 보예보디우카, 리시찬스크를 공격하여 남쪽에서 세베로도네츠크를 차단하려 했다. 또한 포파스나를 점령했다.
5월 9일, LPR 부대가 니즈니예를 점령하고 세베로도네츠크 남동쪽에 있는 두 정착지인 토시키우카를 공격하기 시작했다고 보고되었다. 루비즈네, 보예보디우카, 빌로호리우카에서 러시아군이 서쪽 축선에서 세베로도네츠크를 더욱 포위하려 시도하면서 격렬한 전투가 계속되었다. 다음 날, 우크라이나군은 러시아의 진격을 방해하기 위해 빌로호리우카 인근 도네츠강을 가로지르는 러시아의 부교를 파괴했으며, 이 과정에서 거의 전체 러시아 대대를 파괴했다고 보고되었다. 우크라이나 지역 경찰서장 올레흐 흐리호로프에 따르면, 세베로도네츠크와 그 바로 옆 도시인 리시찬스크는 전술적으로 포위되었는데, 러시아 포병이 도시로 향하는 남아 있는 개방 도로를 자유롭게 공격할 수 있었기 때문이다. 도시의 전력 및 수도 공급이 중단되어 수만 명의 민간인이 기본적인 필수품 없이 지내게 되었다. 5월 12일까지 러시아군과 LPR군은 루비즈네 전투에서 우크라이나군을 격파하고 도시를 완전히 장악하여 세베로도네츠크 포위 시도를 더욱 강화했다.
대부분의 경우, 러시아는 그 후 세베로도네츠크와 리시찬스크 주변에 대한 지상 공격을 중단하고 포격으로만 제한했다. 친러시아군은 대신 두 도시의 포위 완료에 집중했다. 이를 위해 이줌 주변 북부 전선과 남쪽 바흐무트 방향으로 공격했다. 북부 공격은 거의 진전이 없었지만, 남부에서는 러시아가 며칠간의 격렬한 전투를 통해 제한적인 진격을 이루었다. 전투는 주로 토시키우카, 피리프차티네, 히르스케, 졸로테를 포함한 여러 마을에 집중되었다.

### 도시 공격
5월 27일, 러시아는 도시를 완전히 포위하지 않았음에도 불구하고 세베로도네츠크에 대한 직접적인 지상 공격을 시작했다. 체첸 카디로프치는 도시 북부의 미르 호텔을 점령했다. 한편, 다른 러시아군과 분리주의군은 루비즈네 근처 북쪽과 우스타이니우카와 보리우스케 남서쪽에서 공격하여 도시 지역에 포위망을 형성하려 시도했다. 더 서쪽에서는 러시아가 리만과 시베르스크와 같은 여러 지역에서 우크라이나의 세베로도네츠크-리시찬스크 보급선을 방해하기 위해 천천히 진격했다. 다음 날인 5월 28일, 러시아는 세베로도네츠크에서 제한적인 진전을 이루었다. 미국 기반의 싱크탱크이자 전쟁 관찰 기관인 ISW는 이때까지 이미 전투가 러시아군에게 매우 큰 대가를 치르고 있었으며, 잠재적으로 그들의 공세 능력을 소진시킬 수 있다고 주장했다. ISW는 러시아와 우크라이나 모두 막대한 손실을 입고 있지만, 친러시아 연합군의 인력은 교체하기가 더 어렵다고 주장했다.
5월 29일까지 러시아군은 도시에 대한 전면적인 공격을 시작했다. 우크라이나 방어군은 공격을 격퇴했지만, 러시아의 포위 노력을 막을 수는 없었다. 러시아군은 우크라이나군과 근접 전투를 벌였으며, 충돌은 "도시 한가운데"에서 벌어졌다고 보고되었다.
5월 31일 아침까지 러시아군은 도시의 3분의 1에서 절반 정도를 통제했으며, 러시아는 도시를 밀어붙이며 두 개의 절반으로 나누었다. 같은 날 늦게, 우크라이나는 세베로도네츠크의 70~80%가 러시아의 통제 하에 있음을 확인했으며, 대부분의 주변 마을도 마찬가지였다. 루한스크 주지사 세르히 하이다이는 시가전에 대해 보고하며 "일부 우크라이나군이 더 유리하고 미리 준비된 진지로 후퇴했다"고 말했다. 이때까지 도시 내 건물의 약 3분의 2가 파괴되었다고 보고되었다.
6월 1일, 우크라이나에 따르면 아조트 화학 공장이 러시아의 포격을 받았고 질산 탱크가 폭발하여 사람들이 실내에 머물러야 했다. 다음 날, 약 800명의 민간인이 아조트 공장 아래 방공호에 숨어 있었으며, 이곳은 일부 우크라이나군의 방어 거점도 되었다고 언급되었다. 한편, 하이다이 주지사는 러시아군이 도시의 핵심부에 도달했다고 말했다. 우크라이나군은 6명의 러시아 병사를 포로로 잡았다고 주장했다.

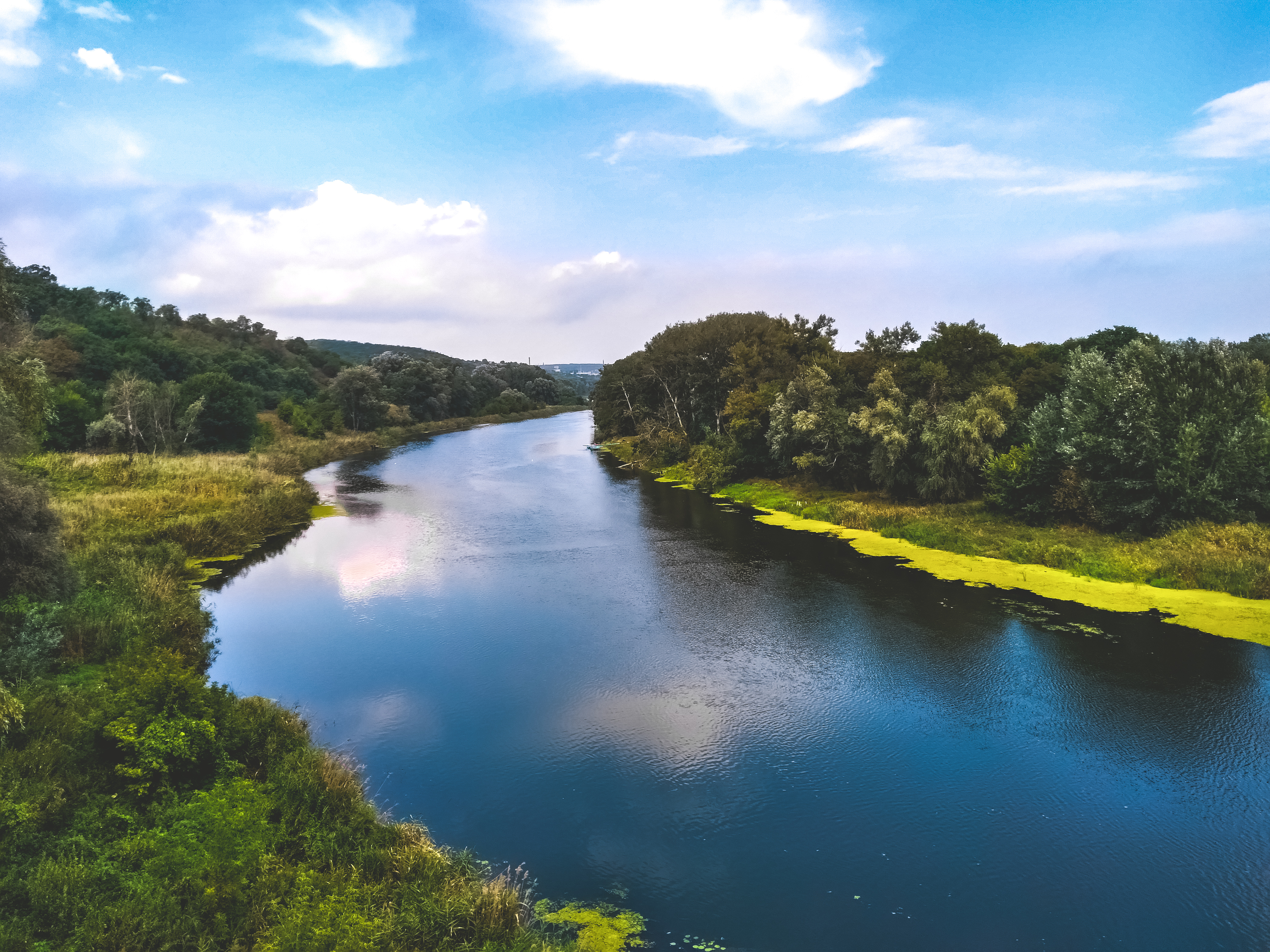
전시의 시베르스키도네츠강 모습, 현재 심하게 손상된 파블로흐라드스키 다리에서 촬영

영국 국방부에 따르면, 6월 2일 기준으로 러시아는 세베로도네츠크의 대부분을 장악했다. 다음 날인 6월 3일, 우크라이나의 반격으로 도시 내 잃었던 영토의 20%를 되찾았다. 하이다이는 우크라이나군이 여러 러시아 공격을 격퇴하고 장비를 파괴했다고 밝혔다. 그는 또한 러시아가 "모든 예비 병력을 세베로도네츠크에 투입하고 있으며" "도시에 식량과 의약품을 전달하는 것이 불가능하다"고 주장했다. 하이다이는 러시아가 우크라이나의 증원과 지원 물품 전달을 막기 위해 도네츠강의 다리들을 폭파하고 있다고 덧붙였다. 우크라이나 영토방위 국제군단 소속 최소 12명이 도시에서 싸우고 있었으며, 이 중에는 조지아와 포르투갈 국적자도 있었다. 로이터 통신에 따르면, 기자 2명이 부상을 입고 운전자가 세베로도네츠크 근처에서 사망했다.
하이다이 주지사는 러시아 장군 알렉산드르 드보르니코프가 "6월 10일까지 세베로도네츠크를 완전히 점령하거나 리시찬스크-바흐무트 고속도로를 완전히 차단하고 장악하는 임무를 받았다"고 밝혔다. 영국 국방부는 러시아가 시리아에서 사용된 전술과 유사한 전술을 사용하여 러시아군 사상자를 줄이기 위해 LPR 병사를 포함한 자국 병사가 아닌 다른 병력을 사용하고 있다고 밝혔다. 이 병사들은 정규 러시아 병사만큼 잘 훈련되거나 장비가 갖춰지지 않았다.
6월 6일, 하이다이는 우크라이나의 상황을 설명했다. "우리 방어군은 한동안 반격에 성공하여 도시의 거의 절반을 해방했습니다. 그러나 이제 상황은 다시 우리에게 불리해졌습니다." 리시찬스크-세베로도네츠크 도로에 대해 그는 러시아군이 "이 도로를 통제하지는 않지만, 전체 경로가 포격당하고 있다. 러시아는 엄청난 예비 병력을 축적했다. 그들이 이 경로를 점령할 충분한 힘을 가질지는 시간이 말해줄 것이다"라고 말했다. 그는 러시아군이 병력과 장비 면에서 "단순히 믿을 수 없을 정도"라고 묘사했다. 그는 러시아군이 "표준적인 초토화 전술"을 시행하고 있다고 보고했다. 우크라이나 군사 정보국장 키릴로 부다노우 소장은 우크라이나군이 "포병에서 적의 10배 우위"에도 불구하고 천천히 진격하고 있다고 밝혔다. 우크라이나 대통령 볼로디미르 젤렌스키는 리시찬스크를 방문하여 "우리는 버티고 있다"고 말하며 "그들이 더 많고 더 강하다"고 덧붙이며, 전선에서 러시아의 명백한 전술적 우위에도 불구하고 우크라이나군이 도시의 진지를 포기하지 않을 것이라고 맹세했다.
우크라이나 국민위병 스보보다 대대장 페트로 쿠지크는 시가전이 치열하고 "끔찍하다"고 묘사했다. "반격 시도가 있었는데, 일부는 성공했고 다른 일부는 그렇지 못했습니다. 그들 쪽에서 끊임없는 압력이 있습니다. 일부 부대는 한 블록 뒤로 물러나야 했고, 우리를 포함한 다른 부대는 자신들의 진지를 지킬 수 있었습니다. 하지만 이 모든 것은 극도로 힘든 조건에서 벌어지고 있습니다"라고 쿠지크는 덧붙이며, 그들은 "말 그대로 모든 집, 모든 거리를 위해 싸우고 있다. 어느 날 우리는 한 블록 앞으로 나아가고, 다른 날 그들은 우리를 한 블록 뒤로 밀어낸다... 우리는 보병의 체력에만 의존할 수 없으며, 충분한 병력과 전차 및 포병과 같은 자원도 필요하다"고 말했다.
6월 8일, 우크라이나 총참모부는 러시아의 공격을 "저지하고 있다"고 밝혔다. 그러나 군사 분석가들은 "어떤 군대가 어떤 영토를 통제하고 있는지 알기 어렵다"고 말했다. 하이다이는 "도시가 끊임없이 포격당하고 있기 때문에, 우리 군이 더 요새화된 진지로 후퇴해야 하더라도 아무도 도시를 포기하지 않을 것이다. 그래도 도시가 포기되었다는 의미는 아니다"라고 강조했다. 한편, 러시아는 "돈바스의 우크라이나군 집단이 인력, 무기, 군사 장비에서 상당한 손실을 입고 있다"고 밝혔다. 영국 국방부는 "지난 24시간 동안 어느 쪽도 상당한 영토를 얻지 못했을 것"이라고 관찰했다. 같은 날 늦게, 하이다이는 우크라이나군이 러시아의 강렬한 포격으로 인해 도시 외곽으로 밀려났다고 인정했다. 아조트 화학 공장의 소유주인 우크라이나 올리가르히 드미트로 피르타시를 대변하는 변호사는 800명의 민간인이 공장에 남아 있었고, 그 중 200명은 직원이라고 말했다. 하이다이는 우크라이나군이 도시에 남겨진 시민들을 구할 수 없다고 말했다.
6월 9일, 하이다이는 도시의 90% 이상이 러시아의 통제 하에 있다고 말했다. 스보보다 대대장 페트로 쿠지크는 우크라이나군이 포격을 무력화시키기 위한 전술로 러시아 보병을 의도적으로 시가전 조건으로 끌어들이고 있다고 말했다. 그는 또한 "어제는 우리에게 성공적이었습니다. 우리는 반격을 시작했고 일부 지역에서는 그들을 한두 블록 뒤로 밀어내는 데 성공했습니다. 다른 곳에서는 그들이 우리를 뒤로 밀어냈지만, 건물 한두 채 정도였습니다. 어제 점령군은 심각한 손실을 입었습니다. 매일이 어제 같았다면 이 모든 것이 곧 끝났을 것입니다"라고 주장했다. 쿠지크는 포병 및 의료 용품 부족에 대해 다시 불평하며 "우리는 진지를 고수하라는 명령을 받았고 우리는 그것을 지키고 있습니다. 외과 의사들이 적절한 장비 없이 병사들의 생명을 구하기 위해 하는 일은 믿을 수 없습니다"라고 말했다.
6월 10일, 영국 국방부는 "6월 10일 현재, 세베로도네츠크 주변의 러시아군은 도시 남부로 진격하지 못했습니다. 격렬한 시가전이 진행 중이며 양측 모두 막대한 사상자를 내고 있을 것입니다"라고 밝혔다.
6월 11일, LPR 관리들은 아조트 공장에 있는 우크라이나군과 500명의 민간인을 대피시키는 문제에 대해 협상이 진행 중이며, 400명의 우크라이나 군인도 공장에 있다고 밝혔다.
6월 12일, 볼로디미르 젤렌스키 대통령은 양측이 "말 그대로 매 미터를 위해" 싸우고 있다고 말했다. 발레리 잘루즈니 우크라이나군 총사령관은 포병이 러시아군에게 "10배의 우위"를 제공했다고 주장했다. LPR 수장 레오니트 파세치니크에 따르면, 우크라이나군이 아조트 공장에서 세베로도네츠크를 포격하고 있었다. 하이다이는 방어군의 상황이 "...여전히 어렵습니다. 전투는 계속되지만, 불행히도 도시의 대부분은 러시아의 통제 하에 있습니다. 일부 위치 전투가 거리에서 벌어지고 있습니다"라고 말했다. 아조트 공장에 대한 주장에 대해 그는 "아조트 공장 봉쇄 이야기는 러시아 선전가들이 퍼뜨린 완전한 거짓말이다"라고 말했다. 하이다이는 또한 우크라이나 TV에 우크라이나군이 시가전에서 실패하고 있으며, 러시아 포병이 주거 지역 전투에서 승리하고 있다고 말했다.
6월 13일, 하이다이 주지사에 따르면 세베로도네츠크와 우크라이나의 나머지 지역을 잇는 세 개의 다리 중 마지막 하나가 파괴되었다. 러시아군은 도시의 70%를 통제하고 있다고 보고되었다. DPR 대표 에두아르트 바수린은 언론에 "그곳 [세베로도네츠크]에 있는 우크라이나군은 영원히 그곳에 있을 것"이라고 말했다. BBC는 도네츠강을 건너 도시로 이어지는 세 개의 다리가 모두 파괴되었다고 보도했다.
2022년 6월 14일까지 우크라이나 소식통은 러시아가 도시의 80%를 통제하고 있으며 민간인 대피 경로를 차단했음을 인정했다.

### 우크라이나, 항복 최후통첩 거부

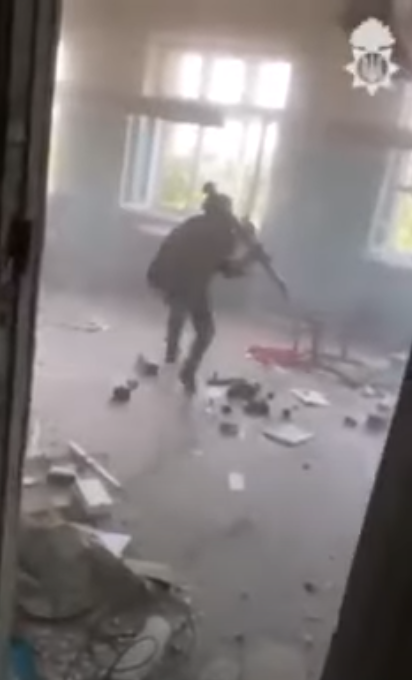
2022년 6월 21일 세베로도네츠크에서 RPG를 든 우크라이나 병사

6월 15일까지 세베로도네츠크의 대부분은 "거의 폐허"가 되었고 러시아는 우크라이나 방어군에게 "무의미한 저항을 멈추고 무기를 내려놓으라"고 촉구했다. 러시아 당국은 아조트 공장에서 러시아 영토로 가는 인도주의적 회랑을 열었지만, 우크라이나가 대피 노력을 방해하고 있다고 비난했다. 올렉산드르 스트리우크 시장은 러시아군이 여러 방향에서 도시를 습격하고 있지만, 우크라이나군이 완전히 차단되지 않았고 대피 경로가 여전히 존재한다고 주장했다. 6월 15일, 러시아의 도시 항복 최후통첩은 무시되었고 충돌은 계속되었다.
6월 16일, 철수할 수 있는 우크라이나군은 리시찬스크로 철수하라는 명령을 받았다고 보고되었다. 우크라이나 총참모부는 "4개의 다리가 파괴되었음에도 불구하고 세베로도네츠크로 가는 여러 보급로를 유지하고 있다"고 주장했다. 다음 날인 6월 17일, 러시아 언론은 우크라이나군이 "항복하기 시작했다"고 보도했다. 한편, ISW는 전투가 러시아군을 묶어 두어 다른 전선에서 사용할 수 있는 병력을 소진시킬 수 있다고 평가하며, 러시아가 "세베로도네츠크와 리시찬스크를 점령하기 위해 대부분의 가용 전투력을 이 작은 지역에 집중하고 있으며, 이를 위해 막대한 사상자를 내고 있다"고 밝혔다.
6월 18일, 세르히 하이다이 주지사는 텔레그램에 "지금 가장 치열한 전투는 세베로도네츠크 근처에서 벌어지고 있습니다. 그들(러시아)은 도시를 완전히 통제하지 못하고 있습니다. 우리 방어군은 모든 방향에서 러시아군과 싸우고 있습니다"라고 썼다. 우크라이나는 도시 내 병력에 대한 포병 지원을 제공하기 위해 AHS 크라프를 배치했다고 주장했다. 우크라이나군은 또한 러시아 제11분리차량화소총연대에 막대한 손실을 입혀 "전투 능력을 회복하기 위해 전투 지역에서 철수"하도록 강요했다고 주장했다. 우크라이나 총참모부는 "포격과 공격의 결과로" 러시아군이 메티올킨 마을에서 부분적인 성공을 거두었으며 "거점을 확보하려 노력하고 있다"고 밝혔다. 하이다이는 도시 남동쪽에 위치한 마을에서 "힘든 전투"를 언급했다. 타스 통신은 "많은" 우크라이나 병사들이 항복했다고 주장했다.
6월 19일, 러시아의 새로운 공격은 우크라이나군이 도시 남동쪽에 위치한 토시키우카 방어를 위해 증원군을 투입하도록 강요했다. 전차와 그라드 발사기가 이 지역을 강화하기 위해 배치되는 모습이 포착되었으며, 한 전차 승무원은 언론 인터뷰에서 목적지를 확인했다고 한다. 러시아군이 세베로도네츠크 주머니에 있는 우크라이나군을 함정에 빠뜨리기 위해 집게 작전을 사용할 수 있다는 우려가 있었는데, 주머니가 러시아군에 의해 약 75% 닫혀 있었기 때문이다. 세베로도네츠크를 고수하고 도시를 위해 계속 싸우는 결정은 러시아군의 포위 위험 때문에 우크라이나 지휘관들에게 위험한 것으로 인정되었다. 전 우크라이나 국방장관 안드리 자호로드니우크는 "지금 주요 목표는 우리가 돈바스에서 러시아군을 완전히 소진시킬 수 있는 기회를 활용하는 것입니다. 우리가 움직이면 그들도 움직일 것입니다. 우리는 어딘가에서 그들을 만나야 할 것입니다. 블라디미르 푸틴이 단지 세베로도네츠크만을 원했던 것은 아닙니다. 그들은 막히기 전까지 계속 나아갈 것입니다"라고 말했다.
올렉산드르 스트리우크 시장은 6월 20일 우크라이나가 도시의 "3분의 1 이상"을 여전히 통제하고 있다고 말했다. 같은 날, 하이다이 주지사는 우크라이나가 메티올킨을 러시아군에 넘겨주었음을 확인했으며 세베로도네츠크의 "대부분"이 러시아군의 통제 하에 있으며, 우크라이나군은 산업 지역과 아조트 공장 지역만을 통제하고 있다고 말했다. 그는 또한 리시찬스크-바흐무트 도로가 러시아의 강력한 화력 통제 하에 "거의 하루 종일 포격당했다"고 말했다. 6월 21일, 하이다이는 러시아 부대의 적응성을 언급하며 그들이 "드론으로 밤낮으로 공기를 감시하고, 화력을 조정하며, 우리 방어 지역의 변화에 빠르게 적응한다"고 말했다.
6월 22일, 우크라이나군은 리시찬스크 남쪽의 토시키우카, Pidlisne, Luhansk Oblast 및 미르나 돌리나 정착지를 상실했다고 밝혔다. 6월 23일, 러시아군은 히르스케와 졸로테 마을을 차단하고 포위했으며, 다음 날까지 완전히 점령했다고 주장했다.

### 세베로도네츠크의 함락
6월 24일, 하이다이 주지사는 우크라이나군이 도시에서 철수하라는 명령을 받았다고 발표하며 "몇 달 동안 끊임없이 포격당한 진지에 남아 있는 것은 의미가 없습니다. 그들은 새로운 진지로 후퇴하라는 명령을 받았고... 그곳에서 작전을 계속할 것입니다"라고 말했다. CNN은 진격하는 러시아군의 지속적인 초토화 전술이 적용되는 가운데, 우크라이나군이 도시를 대피하라는 명령을 받았다고 보도했으며, 수백 명의 민간인이 아조트 화학 공장에 피난처를 찾고 있었는데, 이는 한 달 전 5월 마리우폴의 아조우스탈 제철소에 남겨진 민간인 피난민과 비교되었다. 동시에 러시아 소식통은 우크라이나군이 지난 이틀 동안 히르스케, 졸로테, 리시찬스크 근처에서 800명의 포로를 포함하여 1,000명 이상의 사상자를 냈다고 밝혔다. 철수는 지난 며칠 동안 진행되었다. 도네츠강을 건너는 우크라이나의 철수는 주로 밤에 이루어졌으며, 러시아의 포격으로 인해 교차 지점이 계속 변경되었다. 철수 중 사망자는 없었던 것으로 추정된다.
6월 25일, 우크라이나군의 철수 후 러시아군은 세베로도네츠크를 완전히 장악했다. 약 10,000명의 민간인이 도시에 남아 있었는데, 이는 전쟁 전 수준의 10%에 해당한다.
시로티네, 보로노베, 보리우스케의 인근 정착지들도 점령되었다. 이때 우크라이나 국방부 차관 한나 말리아르는 전투 중 소셜 미디어에 군사 정보를 공유하여 군사 작전을 방해했다고 민간인들을 공개적으로 비판했다.

## 여파
볼로디미르 젤렌스키 우크라이나 대통령의 고문인 올렉시 아레스토비치는 우크라이나 특수부대가 포병 공격을 지시하기 위해 도시에 남아 있었다고 주장했다. 타스 통신에 따르면, 우크라이나군이 철수한 지 몇 시간 후에도 우크라이나의 포격으로 아조트 화학 공장에서 민간인 대피가 방해받았다. 우크라이나 특수부대가 러시아군과 직접 교전했다는 언급은 없었다.
6월 25일, 러시아군과 LPR군은 리시찬스크 포위전을 시작했다.
6월 말에서 7월 초, AP 통신은 세베로도네츠크에서 철수한 우크라이나군 병사들을 인터뷰했으며, 일부는 전투를 "지옥"이라고 불렀고 도시를 "불타 버린 사막"이라고 묘사했다. 우크라이나 국민위병 스보보다 대대 부대장 볼로디미르 나자렌코 중위는 러시아 전차가 시가전 중 모든 잠재적인 방어 진지를 파괴할 것이며, 도시는 매일 포격으로 "체계적으로 평준화되었다"고 말했다. 대대의 또 다른 병사는 그들이 싸웠던 "그것은 인간적인 조건이 아니었다"고 말하면서도, 철수 명령을 받기 전까지 버텨준 동료들을 칭찬하며 "우리 소년들의 내면의 힘이 그들이 마지막 순간까지 도시를 지킬 수 있게 했다"고 말했다.
7월 8일, 세베로도네츠크가 함락된 지 2주 후, 루한스크 주지사 세르히 하이다이는 도시의 생활 환경이 계속 악화되고 있으며, 물, 전기, 하수 시스템과 같은 필수 기반 시설과 유틸리티가 작동하지 않고 회수되지 않은 시체가 뜨거운 아파트 건물에서 부패하면서 도시는 "인도주의적 재앙의 직전"에 있다고 경고했다. 하이다이는 러시아가 "아무것도 수리할 수 없었다"고 말하며 러시아군이 공격 중에 "초토화" 전술을 사용했다고 계속 비난했다. 그는 이때 도시에 8,000명의 주민이 남아 있다고 덧붙였다.

## 사상자
세베로도네츠크에서는 민간인 시설에 대한 수많은 공격이 발생했다. 2022년 3월 17일, 루한스크주 주지사 세르히 하이다이는 러시아군이 산모와 어린이를 위한 대피소를 공격했으며 "루한스크주에는 더 이상 안전한 곳이 없다"고 선언했다. 3월 22일, 하이다이는 러시아군이 아동병원을 포격하여 지붕에 불을 붙였지만, 아무도 부상을 입지 않았다고 말했다. 지역 교회들의 피해도 보고되었다. 2022년 4월 7일, 러시아군이 인도주의적 구호 센터를 공격하고 도시에 있는 10채의 고층 건물을 불태웠다고 보고되었다.
리시찬스크에서는 5월 25일 러시아군의 공격으로 사망한 민간인 150명이 집단 무덤에 묻혔다고 보고되었다. 5월 27일, 세베로도네츠크 시장은 2022년 2월 24일 러시아 침공이 시작된 이래 1,500명 이상의 민간인이 사망했다고 발표했다.
5월 30일까지 포격이 너무 심해 우크라이나 관리들은 사상자 수를 세는 것을 중단했다.
6월 14일, 우크라이나 대통령 젤렌스키는 세베로도네츠크, 리시찬스크 및 주변 지역 전투의 인명 피해가 "끔찍하다"고 언급하며 더 많은 외국 군사 지원을 요청했다.
7월 8일, 루한스크 주지사 세르히 하이다이는 세베로도네츠크 전투에서 수백 명의 카디로프치가 사망했다고 주장했지만 정확한 숫자는 밝히지 않았다. 그는 또한 러시아 국민위병의 체첸 사단 지도자 중 한 명이 충돌 중에 심각한 부상을 입어 "생사의 기로에 있을 수 있다"고 주장했다.

## 분석
ISW는 5월 28일 러시아군이 세베로도네츠크 전투에 가용 전투력의 상당 부분을 투입하여 다른 전선을 약화시키고 "남은" 병력을 소진시킬 위험이 있다고 평가했다. ISW는 세베로도네츠크 점령에 투자된 노력이 해당 지역의 제한된 전략적 가치에 비해 적절하지 않다고 지적했다. 우크라이나 군사 분석가 올레흐 즈다노프는 이것이 서방 군사 지원이 우크라이나군에 도달하기 전에 러시아가 감행할 수 있는 마지막 공세라고 믿었다. 당시 우크라이나군이 병력을 보존하기 위해 철수할 수 있다는 보도도 있었다.
6월 4일, 영국 국방부는 세베로도네츠크에서의 우크라이나 반격이 러시아의 기세를 성공적으로 늦추었다고 밝혔다. ISW는 우크라이나가 세베로도네츠크 전체를 점령하기보다는 러시아군에 사상자를 내는 것을 목표로 유연한 방어를 유지하는 것으로 보인다고 관찰했다. 보고에 따르면, 6월 5일 도시의 약 절반을 되찾는 진격 후, 우크라이나군은 다음 날 러시아의 포격으로 후퇴했다. 6월 6일, 프레더릭 케이건은 러시아군이 "대규모 포격을 사용하여 모든 것을 파괴하며 전진하고 있으며", 이는 러시아의 "사기가 꺾이고 겁에 질린" 병사들이 진격할 수 있도록 허용하고 있다고 말했다. 우크라이나 총참모장 발레리 잘루즈니는 6월 12일에 다음과 같이 썼다. "[러시아군은] 포병을 대규모로 사용하며, 불행히도 그들은 10배의 화력 우위를 가지고 있습니다. 모든 것에도 불구하고 우리는 우리의 진지를 지키고 있습니다... 특히 세베로도네츠크시의 상황은 복잡합니다. 적군은 최대 7개의 대대 전술 집단을 그곳에 배치했습니다. 강렬한 화력에도 불구하고 우리는 적을 저지할 수 있었습니다."
6월 17일, 전투에 참여했던 우크라이나 스보보다 대대장 페트로 쿠지크는 도시에서 진행 중인 전투에 대한 자신의 분석을 제시했다. 그는 우크라이나가 도시의 40-60%를 통제하고 있지만 전선은 끊임없이 변화하고 있다고 주장했다. 그는 서방 무기 공급에 대해 불평하며 "우리에게는 심각한 장비와 더 많은 전차가 필요합니다. 현재 우리는 보병 병사를 위한 장비를 받고 있습니다. 결과적으로 우리는 게릴라전을 벌여야 합니다"라고 말했다. 러시아군에 대해 그는 "그들은 우크라이나군이 진지를 고수하는 것을 보면 공격하거나 건물을 점령하지 않습니다. 그냥 평준화시킵니다"라고 말했으며, 러시아 전차는 "2km 거리에서 우리를 공격하고 건물 뒤에 숨어 있었습니다"라고 말했다. 쿠지크는 도시와 연결되는 세 개의 다리가 파괴되었음을 인정했지만, 우크라이나군이 이제 "보트, 밧줄, 심지어 수영"을 사용하여 강을 건너고 있다고 말했다. 그는 또한 "예측 불가능한 폭발이 발생할 경우" 아조트 화학 공장에서 잠재적인 "생태학적 재앙"에 대한 우려를 표명했다.
ISW는 6월 20일 러시아군이 "향후 몇 주 안에 세베로도네츠크를 점령할 가능성이 높지만, 이는 가용 병력의 대부분을 이 작은 지역에 집중시키는 대가를 치러야 할 것"이라고 썼다. 세르히 하이다이는 6월 23일 우크라이나군이 리시찬스크에서 포위를 피하기 위해 철수해야 할 수도 있다고 밝혔으며, ISW는 우크라이나군이 "몇 주 동안 상당한 양의 러시아군 인력, 무기, 장비를 이 지역으로 끌어들이는 데 성공했으며, 러시아군이 더 유리한 진격 축선에 집중하는 것을 막으면서 러시아군의 전반적인 능력을 저하시켰을 가능성이 높다"고 계속 평가했다. 세베로도네츠크는 5일 후에 함락되었다.
2023년 2월 22일, 키릴로 부다노우는 세베로도네츠크에서의 패배를 러시아-우크라이나 전쟁 중 당시까지 우크라이나의 세 가지 주요 패배 중 하나로 묘사했으며, 다른 두 가지는 볼노바하 전투에서의 패배와 2014년 러시아의 크림반도 및 도네츠크주와 루한스크주의 일부 지역 점령이었다.

## 같이 보기
- 리시찬스크 전투
- 세베로도네츠크 전투 (2014년)
- 러시아의 우크라이나 침공의 무력 충돌 목록